# Escudo de Libia
Actualmente Libia no posee escudo, pues las nuevas autoridades surgidas en 2011 tras el colapso del régimen de Muamar el Gadafi no han creado uno o restaurado el de la antigua monarquía (como el caso de la bandera).
Un emblema que se utiliza para fines oficiales es un sello que ha sido adoptado por la legislatura libia, el Congreso Nacional General. Este sello muestra el símbolo islámico creciente y estrella rodeado por el nombre del congreso escrito en árabe por encima y por debajo en inglés. Es utilizado para certificar los documentos expedidos y las leyes aprobadas por el Congreso.
Otros emblemas que se utilizan para propósitos gubernamentales son los sellos de la oficina del primer ministro interino y los departamentos del gobierno interino. Estos sellos suelen consistir en un mapa de contorno de Libia en el diseño de la bandera libia rodeado por el nombre de la oficina o departamento escrito en árabe.
Un nuevo pasaporte biométrico libio fue revelado en febrero de 2013. La portada del nuevo pasaporte representa una media luna y la estrella como su característica central.
El Gobierno de Unidad Nacional, establecido en marzo de 2021, ha adoptado un sello oficial que incorpora una luna creciente y una estrella con el nombre del estado y gobierno en árabe.

## Historia

### Pre-independencia

Cirenaica bajo el Sultanato Mameluco (1260-1517)
Trípoli bajo el Dominio Español (1510-1516)
Trípoli bajo el Dominio Español (1516-1530)
Trípoli bajo el Reinado de los Caballeros Hospitalarios (1530-1551)
Imperio Otomano (1846-1882)
Cirenaica y Kufra bajo el Eyalato de Egipto (1854-1867)
Tripolitania Otomana (1864-1911)
Cirenaica y Kufra bajo el Jedivato de Egipto (1867-1914)
Imperio Otomano (1882-1911)
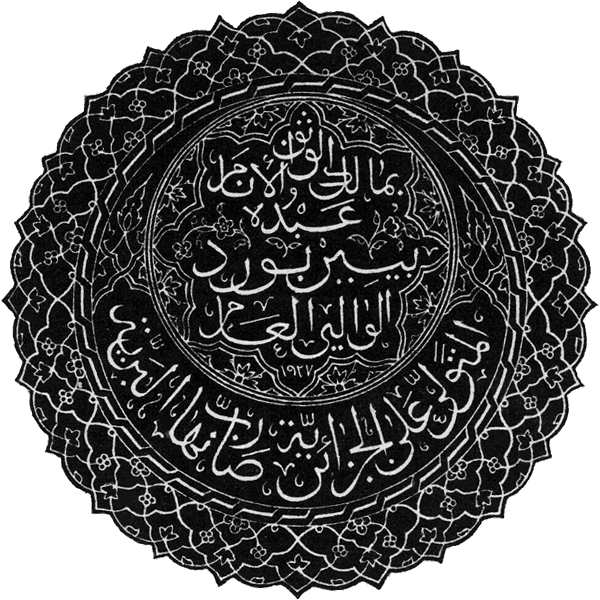
Argelia Francesa (1900-1919)
Reino de Italia (1911-1929)
Tripolitania Italiana (1911-1934)
Cirenaica Italiana (1911-1934)
Cirenaica y Kufra bajo el Sultanato de Egipto (1914-1922)
Kufra (Triángulo de Sara) bajo el Reino de Egipto (1922-1934)
Kufra (Triángulo de Sarra) bajo el Sudán Anglo-Egipcio (1922-1934)
Reino de Italia (1929-1943)
Libia Italiana (1940-1943)
Francia Libre (Territorio Militar de Fezán-Gadamés) (1943-1944)
Reino Unido (Administración Militar Británica de Libia) (1943-1951)
Gobierno Provisional de la República Francesa (Territorio Militar de Fezán-Gadamés) (1944-1946)
Cuarta República Francesa (Territorio Militar de Fezán-Gadamés) (1946-1951)

### Libia Italiana (1940-1943)
El 16 de diciembre de 1940, las autoridades italianas en Libia establecieron un escudo para su colonia:
- partido, el primer cuartel de azur con una palmera al natural con fruta de oro, igual la tierra y rematada por una estrella de argén;
- el segundo de gules con un silphium de oro cortado y rematado con una estrella de plata;
- el jefe de púrpura con un fascio de oro rodeado por dos ramas de encino y laurel, atados con una cinta de colores nacionales.

Este escudo estuvo en uso hasta 1943, cuando la Italia Fascista perdió el control del territorio en el marco de la Segunda Guerra Mundial.

### Reino de Libia (1951-1969)
En 1951, Libia se convirtió en un Estado independiente bajo un régimen monárquico. Su escudo consistía en:
- Una corona superior adornada con una media luna de plata y una estrella de cinco puntas en su cima, en la cual convergen cinco lados visibles procedentes de un anillo en la base. La base está repleta de estrellas y el marco contenía una cubierta de terciopelo de sable, como cubriendo los objetos.
- La corona superior apoya su base en dos diseños de plantas en forma de tres formas C y S entrelazadas.
- El cuerpo de la corona es contenido por dos partes macizas.
- El fondo del gran interior debajo de la corona superior es de gules. El color de fondo de la región que rodea la gran creciente y estrella central es de sable.
- Un anillo de color plata con fino borde de sable, rodea la gran creciente y estrella central.
- Nueve estrellas de cinco puntas de plata rodean el anillo central.
- Media luna de plata de gran tamaño.
- Estrella de cinco puntas situada muy por encima del perímetro de la media luna.
- Una corona central apoyada sobre el anillo que contiene la creciente y la estrella. Su diseño es idéntico al de la corona superior, excepto por ser de menor tamaño.
- En la base, un diseño que se asemeja a un documento con desplazamiento de anillo en el centro.

### República Árabe Libia (1969-1972)
El 1 de septiembre de 1969 el Coronel Muamar el Gadafi lideró una Revolución y derrocó a la monarquía, proclamando la República Árabe Libia. Los símbolos nacionales fueron modificados, entre ellos el escudo, que fue reemplazado por un nuevo diseño:
- un águila de oro aclarada de sable conocida como el «Águila de Saladino», un símbolo panárabe;
- el águila sostiene sobre su pecho un escudo con los colores de la nueva bandera nacional (rojo, blanco y negro) colocados en palo;
- el águila reposa sobre una cinta en la que puede leerse la denominación oficial del país, «República Árabe Libia», escrita en caligrafía cúfica.

### República Árabe Libia en la Federación de Repúblicas Árabes (1972-1977)
El escudo de 1969 duró poco tiempo, pues en 1972 se fundó la Federación de Repúblicas Árabes, un intento panarabista entre Libia, Egipto y Siria. El nuevo escudo de Libia era el mismo de la Federación pero con la inscripción del nombre del Estado en la parte inferior.
El escudo de esta unión consistía en:
- el «Halcón de Quraysh», emblema de la tribu de Mahoma, en oro y mirando hacia la derecha del observador;
- un escudo sobre el pecho del halcón, también en oro;
- en una cinta sujetada por el halcón con sus garras la inscripción «Federación de Repúblicas Árabes».

Los elementos anteriores conforman el escudo de toda la Federación. Cada Estado poseía su propio escudo que era una variación del de la unión, basada en la adición del nombre oficial del Estado (en este caso, «República Árabe Libia») debajo de la cinta inferior.
La Federación dejó de existir en 1977, cuando se adoptó el escudo de la Yamahiriya.

### Gran Yamahiriya Árabe Libia Popular Socialista (1977-2011)
Este escudo fue adoptado en 1977 para representar a la Gran Yamahiriya Árabe Libia Popular Socialista, el sistema sui generis establecido por Gadafi.
En el escudo aparecía representado:
- en oro el Halcón de Quraysh, emblema de la tribu de Mahoma;
- el halcón porta sobre su pecho un escudo formado por un campo de sínople (el verde, en ese entonces, el único presente en la bandera del país);
- en la parte inferior del escudo aparecía escrita, en una cinta sujetada por el halcón con sus garras, la aspiración panarabista: «Federación de Repúblicas Árabes», lema heredado de una unión fallida que tuvo lugar entre 1972 y 1977;
- además, el halcón y el escudo que porta en su pecho aparecen también coloreados de sable sobre un fondo de sínople.

En 2011 tuvo lugar una revuelta, con lo que Gadafi resultó derrocado y asesinado. Las nuevas autoridades no establecieron un escudo para Libia.

### Consejo Nacional de Transición (2011-2012)
Después de la rebelión, el control del país fue variando entre el gobierno de la Gran Yamahiriya y el de los insurrectos, dirigidos por el Consejo Nacional de Transición (CNT). Este órgano usaba un sello para representarse:
- el primero apareció en marzo de 2011 y consistía en una creciente y estrella con las palabras المجلس الوطني الانتقالي‎ (al-majlis al-waṭanī al-intiqālī, «El Consejo Nacional de Transición») y ليبيا‎ (Lībiyā, «Libia») alrededor, separadas por estrellas;
- un segundo sello muestra a la creciente y la estrella estilizadas, representados en los colores de la bandera rebelde (antigua bandera monárquica), con las mismas palabras (nombre del Consejo y del país), mostrados en árabe e inglés.[2]

Primer sello del CNT, usado entre marzo y abril de 2011.
Segundo sello del CNT.

## Libia en el marco del Congreso Nacional General (2012-2014)
El Congreso Nacional General que sirvió como legislatura de Libia entre 2012 y 2014 había adoptado que representaba una luna creciente y una estrella rodeadas por el nombre del congreso escrito en árabe e inglés. Fue utilizado para certificar documentos emitidos y leyes aprobadas por el congreso.
Un emblema también fue adoptado con fines gubernamentales y formó la base de los sellos utilizados por la oficina del Primer ministro y los departamentos del gobierno libio. Este emblema constaba de una luna creciente y una estrella rodeada de ramas de olivo similares a las que se encuentran en el emblema de las Naciones Unidas.

## Libia bajo la Cámara de Representantes (2014-2016)
La Cámara de Representantes elegida en 2014 y actualmente con sede en Tobruk ha adoptado un sello para uso oficial. Esto representa una luna creciente, arcos y el nombre de la Cámara de Representantes en inglés y árabe. Los sellos y emblemas adoptados por el Gobierno de Libia durante el período del Congreso Nacional General, permanecieron en uso durante este período.

## Libia bajo el Gobierno de Acuerdo Nacional (2016-2021)
El Gobierno de Acuerdo Nacional se formó como resultado del Acuerdo Político Libio firmado en diciembre de 2015 y ha sido respaldado por el Consejo de Seguridad de las Naciones Unidas como el único gobierno legítimo de Libia. El Gobierno de Acuerdo Nacional utiliza un sello que representa su nombre y el nombre del estado en árabe e inglés alrededor de una luna creciente y una estrella.

## Símbolos del gobierno rival con sede en Tobruk (2016-2021)
Un gobierno rival con sede en Tobruk se formó bajo la dirección real del mariscal de campo Jalifa Hafter, y usó un emblema que representaba al Halcón de Quraish y un escudo.

Escudo usado por el gobierno con base en Tobruk.

## Libia bajo el Gobierno de Unidad Nacional (2021-presente)
En marzo de 2021 se formó un Gobierno de Unidad Nacional a raíz de las reuniones del Foro de Diálogo Político Libio. El gobierno de unidad ha adoptado un sello oficial que incorpora una luna creciente y una estrella y está rodeado por las palabras: Árabe: حكومة الوحدة الوطنية - دولة ليبيا, Inglés: "Government of National Unity - State of Libya", Castellano: Gobierno de Unidad Nacional - Estado de Libia . El sello fue diseñado por Adly al-Akkari.

## Símbolo del Gobierno de Estabilidad Nacional rival (2022-hasta la actualidad)
En Bengasi se ha formado un Gobierno de Estabilidad Nacional rival que cuenta con el apoyo de la Cámara de Representantes y del Ejército Nacional Libio. El Gobierno de Estabilidad Nacional ha reclamado el poder sobre Libia en competencia con el Gobierno de Unidad Nacional.

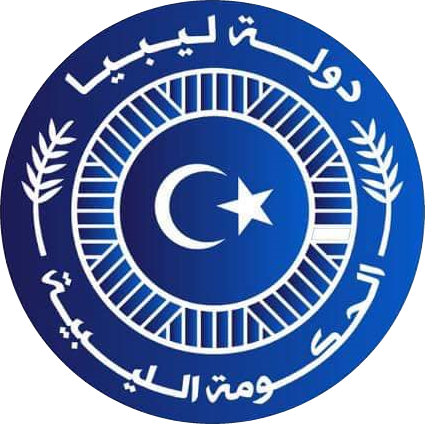
Logotipo del Gobierno de Estabilidad Nacional